# Опорецька сільська рада

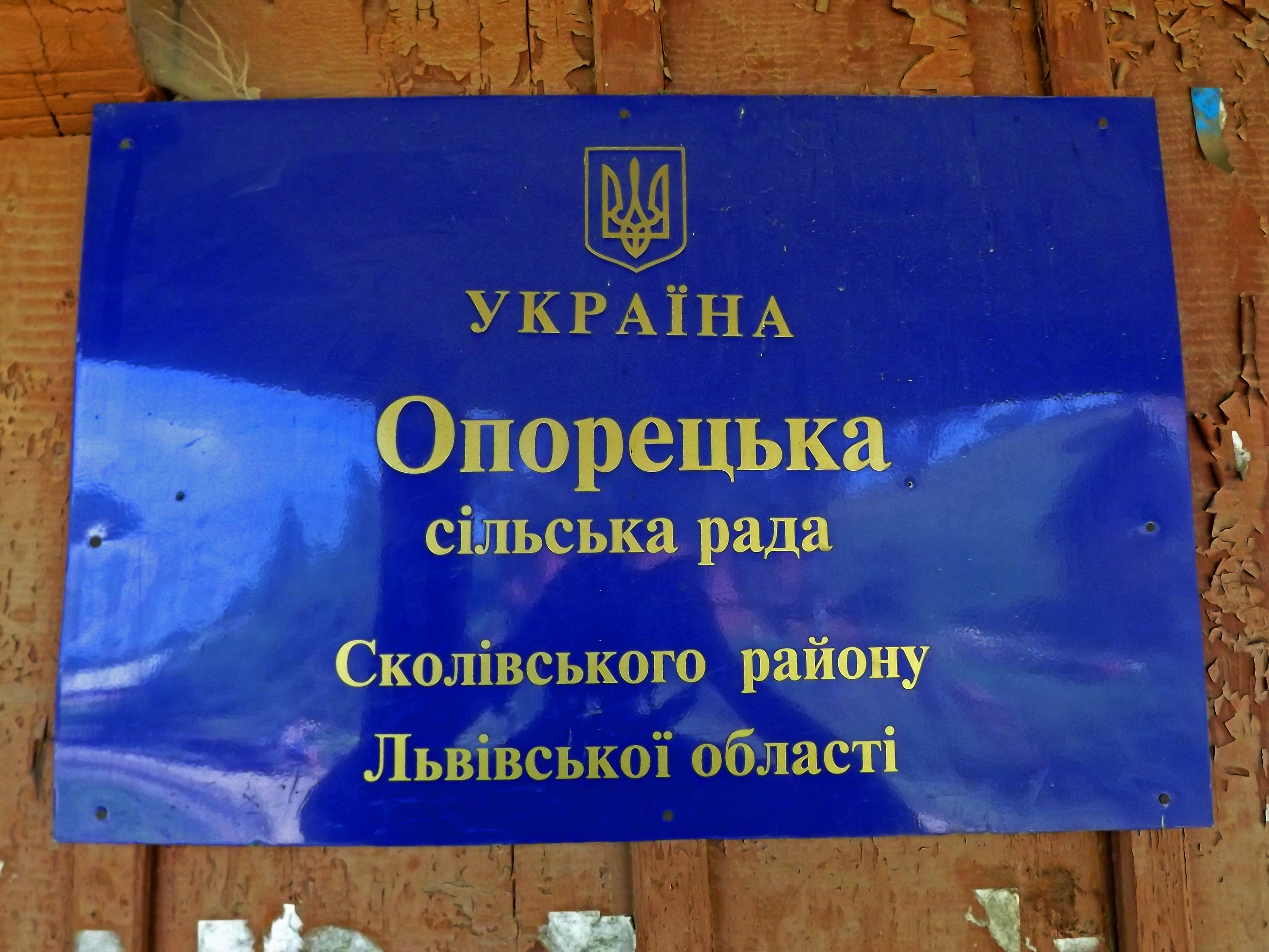
Табличка на будівлі сільської ради

Опорецька сільська рада — колишній орган місцевого самоврядування у Сколівському районі Львівської області. Адміністративний центр — село Опорець.

## Загальні відомості
Опорецька сільська рада утворена в 1940 році. Територією ради протікає річка Опір.

## Населені пункти
Сільській раді підпорядковані населені пункти:
- с. Опорець

## Склад ради
Рада складається з 14 депутатів та голови.

### Керівний склад попередніх скликань
| ПІБ                  | Основні відомості                                                                                   | Дата обрання | Дата звільнення |
| -------------------- | --------------------------------------------------------------------------------------------------- | ------------ | --------------- |
| Яцик Іван Васильович | Сільський голова, 1959 року народження, освіта середня спеціальна, безпартійний                     | 26.03.2006   | 31.10.2010      |
| Яцик Іван Васильович | Сільський голова, 1959 року народження, освіта середня спеціальна, член Української Народної Партії | 31.10.2010   |                 |

Примітка: таблиця складена за даними джерела

## Населення
Згідно з переписом УРСР 1989 року чисельність наявного населення сільської ради становила 966 осіб, з яких 466 чоловіків та 500 жінок.
За переписом населення України 2001 року в сільській раді мешкали 1033 особи.

### Мова
Розподіл населення за рідною мовою за даними перепису 2001 року:
| Мова       | Відсоток |
| ---------- | -------- |
| українська | 99,52 %  |
| російська  | 0,29 %   |